# Остеркерк
Остеркерк (нидерл. Oosterkerk), или Восточная церковь— протестантская церковь XVII века в Амстердаме, столице Нидерландов.

## История и описание
Остеркерк была построена в 1669 — 1671 годах по проекту архитектора Даниэля Сталпэрта. Строительство храма завершил архитектор Адриан Дортсман. Церковные колокола были отлиты Питером Хемони.
Храм принадлежал Нидерландской реформатской церкви. В 1942 году нацисты арестовали священника храма Якобуса Овердёйна за то, что он позволил себе публично помолиться об освобождении заключённых оккупантами в тюрьмы учителей христианских школ. В храме находились тайные агенты полиции, которые арестовали его после службы. Он находился в заключении в концлагерях Амерсфорт и Дахау, выжил, вернулся к служению и написал книгу «Рай и ад Дахау».
С 1962 года в церкви перестали проводить службы. С того времени здание начало постепенно разрушаться. Оно было восстановлено в 1980 году.
Церковь была построена в форме греческого креста. Со стороны канала находится главный вход, высота которого поддерживается балюстрадой. Карниз меньших размеров обрамляет стены.
Около 500 человек были похоронены в церкви, в том числе и один из её строителей, Адриан Дортсман.